# Tintagomba
A tintagomba a kalaposgombák (Agaricales) rendjéhez tartozó négy nemzetség magyar gyűjtőneve. Képviselőik humuszban gazdag talajon, trágyán vagy növényi maradványokon élnek. Emberi fogyasztásra csak néhány fajuk alkalmas, egyes tintagombák pedig mérgezőek.

## Taxonómia
A korábban egységesen Coprinus nemzetségnéven ismert gombafajokat mikro- és makroszkopikus tulajdonságaik alapján ma már négy különböző nemzetségbe sorolják. Rendszertani besorolásuk a kalaposgombák rendjén belül is megváltozott: csak az eredeti Coprinus-fajok tartoznak a csiperkefélék családjába.
- Coprinus (Agaricaceae)
- Coprinellus (Psathyrellaceae)
- Coprinopsis (Psathyrellaceae)
- Parasola (Psathyrellaceae)

## Jellemzői
A tintagombák kalapjának pereme gyakran bordázott, a kalaphús általában – sokszor szinte bőrszerűen – vékony. Fiatalon több fajnál burokmaradványok borítják a kalapot. Két nemzetség (Coprinus, Coprinopsis) fajainak termőteste már közepesen fejlett állapotban tintaszerűvé folyósodik (autolízis), míg a két másik csoport tagjaira (Coprinellus, Parasola) ez kevésbé vagy egyáltalán nem jellemző. Spóraporuk fekete, gyakran már a fiatal példányok lemezeinek éle feketéssé válik ettől.

## Legfontosabb fajaik
- Gyapjas tintagomba (Coprinus comatus)
- Gyenge tintagomba (Parasola plicatilis)
- Harkály tintagomba (Coprinopsis picacea)
- Hófehér tintagomba (Coprinopsis nivea)
- Kerti tintagomba (Coprinellus micaceus)
- Ráncos tintagomba (Coprinopsis atramentaria)
- Sereges tintagomba (Coprinellus disseminatus)

## Felhasználásuk
A tintagombák többsége nem ehető, ez alól három fajuk kivétel: a gyapjas tintagomba, a kerti tintagomba és a ráncos tintagomba. Sokáig úgy tartották, hogy ez a faj egy koprin nevű anyagot tartalmaz, ami alkohollal együtt fogyasztva mérgezéses tüneteket okoz. Ez a téves információ több szakkönyvben is előfordul. Más fajok, például a ráncos tintagomba, valóban tartalmazzák ezt a vegyületet, viszont a gyapjas tintagombából egyáltalán nem sikerült kimutatni, ezért az alkoholfogyasztástól nem kell tartózkodni.
Csak a nagyon fiatal, fehér kalapú és lemezű példányokat gyűjtsük, de ezek tönkjei sem ehetők. A leszedett gombát minél hamarabb fel kell használni. A legjobb rántva vagy palacsintatésztában kisütve, esetleg krémlevesnek. Sütve nem jó ízű.
Alkoholt a ráncos tintagombával nem szabad fogyasztani, mert az alkohol és a tintagomba együttesen enyhén mérgező.

## Külső hivatkozások
- Dictionary of the Fungi (rendszeresen frissített rendszertani adatbázis)